# Марковшчина
Марковшчина (итал. Марцоссина) је насеље на јужном Красу на путу Ријека-Трст у саставу Општине Хрпеље-Козина (Приморска), словеначка статистичка Истарско-крашка регија.

## Географија
Марковшчина је окружена вртачама и крашкими пејсажом у средњем делу крашког поља Матарско подоље на путу Козина - Ријека удаљена 6 км од Оброва, према истоку и 3 км од Материје, према западу.
Марковшчина је caoбрaћајно чвориште где се одвајају локални пyтoви, на север за Татре (8 км) и остала села на Бркинима, а према југу за Ћићарију и село Јеловице (12 км) у хрватском делу Истре.

## Знаменитости
Изнад села, близу Сливја, је улаз у уређену 6,2 км дугу крашку пећину Димнице..

## Историја
По капитулацији Италије су од 12. до 15. септембра 1943. партизани у околици Марковшчине разоружали око 20.000 италијанских војника, међу осталим и припаднике дивизије Еугенио ди Савоја, који су се кретали према Трсту. Један дeо војника се придружио партизанском покрету отпора. (За осталу историју в. Козина, Историја)
До територијалне реорганизације у Словенији налазила се у саставу старе општине Сежана.

## Становништво
На подацима Статистичног уреда РС 2020. године, Марковшчина је имала 110 становника.
| Број становника по пописима | Број становника по пописима | Број становника по пописима |
| --------------------------- | --------------------------- | --------------------------- |
| 1991                        | 2002                        | 2011                        |
| 119                         | 115                         | 119                         |